# قملية
القملية أو فصيلة بيديكيوليدي (الاسم العلمي: Pediculidae)، هي فصيلة تحت رتبة القمليات.